# Francia en los Juegos Paralímpicos de Salt Lake City 2002
Francia estuvo representada en los Juegos Paralímpicos de Salt Lake City 2002 por un total de 18 deportistas, 12 hombres y sies mujeres.

## Medallistas
El equipo paralímpico francés obtuvo las siguientes medallas:
| Nombre             | Deporte        | Evento                              |
| ------------------ | -------------- | ----------------------------------- |
| Oro                |                |                                     |
| Pascale Casanova   | Esquí alpino   | Descenso B2-3 femenino              |
| Denis Barbet       | Esquí alpino   | Eslalon LW11 masculino              |
| Plata              |                |                                     |
| Anne Floriet       | Biatlón        | 7,5 km de pie femenino              |
| Pascale Casanova   | Esquí alpino   | Eslalon B2-3 femenino               |
| Pascale Casanova   | Esquí alpino   | Eslalon gigante B2-3 femenino       |
| Lionel Brun        | Esquí alpino   | Descenso LW6/8 masculino            |
| Lionel Brun        | Esquí alpino   | Eslalon gigante LW6/8 masculino     |
| Lionel Brun        | Esquí alpino   | Supergigante LW6/8 masculino        |
| Romain Riboud      | Esquí alpino   | Eslalon gigante LW3,5/7,9 masculino |
| Romain Riboud      | Esquí alpino   | Supergigante LW3,5/7,9 masculino    |
| Fabienne Kaci      | Esquí de fondo | 5 km B1 femenino                    |
| Emilie Tabouret    | Esquí de fondo | 10 km B1-2 femenino                 |
| Alain Marguerettaz | Esquí de fondo | 10 km silla de esquí LW11 masculino |
| Bronce             |                |                                     |
| Emilie Tabouret    | Biatlón        | 7,5 km ceguera femenino             |
| Pascale Casanova   | Esquí alpino   | Supergigante B2-3 femenino          |
| Lionel Brun        | Esquí alpino   | Eslalon LW6/8 masculino             |
| Denis Barbet       | Esquí alpino   | Supergigante LW11 masculino         |
| Fabienne Kaci      | Esquí de fondo | 10 km B1-2 femenino                 |
| Alain Marguerettaz | Esquí de fondo | 5 km silla de esquí LW11 masculino  |